# Jōji Hattori
Jōji Hattori (服部 譲二), Hattori Jōji; né le 21 janvier 1969 à Tokyo, est un violoniste et chef d'orchestre japonais.

## Formation
Bien que né au japon, Jōji Hattori passe sa jeunesse à Vienne (Autriche) où il assiste régulièrement à des concerts et des opéras ainsi qu'à des soirées musicales avec les principaux musiciens autrichiens qui forment son développement musical. Il reçoit ses premières leçons de violon à l'âge de 5 ans et poursuit ses études à l'académie de musique de Vienne auprès de Rainer Küchl (de). Par ailleurs, Hattori étudie également auprès de Yehudi Menuhin, Michel Schwalbé et Vladimir Spivakov.
En 1989, il remporte le Concours international de violon Yehudi Menuhin en Angleterre.
Ancré dans les deux cultures et avec la musique de chambre à l'origine de sa carrière musicale, il est aujourd'hui l'un des rares musiciens d'origine asiatique internationalement reconnus comme interprètes des classiques viennois.

## Biographie
En 2002, il est sélectionné parmi 362 candidats au premier concours Maazel-Vilar de direction d'orchestre (New York) pour diriger un concert de début avec l'orchestre symphonique de l'église Saint-Luc au Carnegie Hall. Il reçoit le prix Lincoln Maazel et est alors promu chef par Lorin Maazel. Après une carrière de violoniste de dix ans, il est à présent passé à la direction d'orchestre.
Son début (2004) au Wiener Kammeroper avec La Finta Giardiniera de Mozart est unanimement salué par tous les journaux de Vienne. Sa première au Japon du Zazà de Leoncavallo au nouveau théâtre national de Tokyo entraîne une invitation en retour à inaugurer au cours de l'année anniversaire de Mozart (2006) une production de La Flûte enchantée dans le premier opéra du Japon.
Depuis 2004, Jōji Hattori travaille régulièrement avec l'orchestre de chambre de Vienne dont il est le chef invité associé. De 2007 à 2008, il est premier maître de chapelle au théâtre d'Erfurt. À l'été 2009, il devient le directeur artistique du festival d'été de Kittsee. En juillet 2009, Hattori fait ses débuts au Wiener Staatsoper avec trois représentations de la Flûte enchantée. Jōji Hattori est également le directeur artistique de l'Ensemble de Tokyo, orchestre de chambre qu'il a fondé en 2001.
En tant que chef invité, il dirige de nombreux orchestres de premier plan dont l'orchestre philharmonique de Londres, l'orchestre symphonique de Vienne, l'orchestre philharmonique de Slovaquie ou l'orchestre symphonique Yomiuri du Japon et travaille avec des solistes de renom tels que Maria João Pires, Elisabeth Leonskaja ou Sarah Chang.
Jōji Hattori est président du concours international de violon Yehudi Menuhin et est actuellement professeur invité à l'Académie royale de musique de Londres dont il est fait membre honoraire en 2003. En outre, il a étudié la sociologie à l'université d'Oxford (St Antony's College).
Hattori réside à Vienne.